# ФК Чирпан
ФК „Чирпан“ е футболен клуб от едноименния град Чирпан.
Създаден е под името „Яворов“ през 1929 г. Играе домакинските си мачове на стадион „Яворов“ (капацитет 5000 зрители). Основниян екип на отбора е от червени фланелки, черни гащета и червени чорапи, резервният е изцяло жълт. Най-много участия за отбора има Таньо Видков – 408 мача, а голмайстор е Христо Михайлов с 41 гола.

## История
Клубът е основан през 1929 г. под името Яворов в чест на поета Пейо Яворов, който е роден в Чирпан. През различни периоди носи имената Стефан Нанев (1940-1950), Трицвет и Свобода, а от 1980 г. официално се нарича ФК Чирпан. Клубът има общо 28 сезона в Б група, като най-успешния му период е в края на 70-те и началото на 80-те години на ХХ век.
През сезон 1981/82, под ръководството на легендата на Берое Евгени Янчовски, Чирпан завършва на 5-о място в Южната Б група, което е най-доброто му класиране в историята. През лятото обаче Янчовски напуска за да поеме елитния Сливен. Треньорският пост е поет от Хари Георгиев, но отборът не се представя успешно в шампионата и в началото на 1983 г. за наставник е назначен Иван Вутов. Под негово ръководство Чирпан прави фурор и достига до финала за Купата на Съветската армия, където губи с 1:3 от друг втородивизионен тим - Локомотив (Пловдив).
През сезон 1993/94 Чирпан се състезава във В група, но прави успешен рейд в турнира за Купата на България, където достига до четвъртфиналите. Под ръководството на треньора Тенчо Тенев отборът отстранява Миньор (Рудозем) и Ямбол, а в 3-тия кръг се изправя срещу столичния гранд ЦСКА (София). На 24 ноември 1993 г. Чирпан побеждава с 1:0 след продължения с гол в 119-ата минута на Мирослав Стоев. Срещата се играе пред близо 10 000 зрители на стадион „Яворов“. Впоследствие чирпанлии елиминират и Локомотив (Дряново), преди да отпаднат от Марек (Дупница).

## Постижения
- Финалист за КСА през 1983 г.
- 21 място в Държавното първенство през 1943 г.
- 3 място в Югоизточната Б група през 1956 г.
- 5 място в Южната Б група през 1982 г.
- 8 място за Националната купа през 1985 г.
- Осминафиналист за Националната купа през 1996 и 1997 г.

## Известни футболисти
- Стефан Нанев, на когото отборът е наименуван в периода 1940-1950 г.
- Белчо Цонев
- Таньо Видков
- Пенчо Христов
- Иван Генчев
- Павлин Петев
- Любен Трайков
- Стойчо Стефанов
- Таньо Петров (Чапара)